# Bergamo Lions
Bergamo Lions (español: Leones de Bérgamo) es un equipo de fútbol americano de Bérgamo, Lombardía (Italia).

## Historia
Fue fundado en 1983, y se ha convertido en uno de los equipos más importantes de Europa de este deporte, con un palmarés impresionante.
El club se había convertido en el más ganador de Italia y también claro dominante de la NFLI al ganarla en 11 ocasiones en los años 1993, 1998, 1999, 2000, 2001, 2002, 2003, 2004, 2005, 2006 y la última en 2007 antes la de sustitución de la liga por la Italian Football League que también ganó en 2008.[cita requerida]
También ganó el Eurobowl en tres ocasiones consecutivas.
Ante Hamburg Blue Devils por 42-20 en el 2000, también le ganó 28-11 en el 2001 a los Vienna Vikings y por último 27-20 a Braunschweig Lions en 2002.[cita requerida]

## Palmarés
- NFLI 11 (Record) : 1993-1998-1999-2000-2001-2002-2003-2004-2005-2006-2007
- Italian Football League 1: 2008
- Eurobowl 3: 2000-2001-2002